# FC Fredericia
Maillots
Le FC Fredericia est un club danois de football basé à Fredericia dans le Jutland.

## Historique
- 1991 : fondation du club par fusion de Fredericia FF et de Fredericia KFUM (fondé le 30 août 1916)

## Identité et infrastructures

### Logos

Ancien logo
Logo actuel

## Personnalités du club

### Présidents
- depuis 201? :  Morten Rahbek

### Vice-Présidents
- depuis 201? :  Niels Kruse